# Crown Lands
Crown Lands (englisch Kronland) ist eine kanadische Rock-Band aus Oshawa in der Provinz Ontario. Die Band wurde im Jahre 2021 mit dem Juno Award in der Kategorie Breakthrough Group of the Year ausgezeichnet.

## Geschichte
Die Band wurde im Jahre 2015 vom Gitarristen Kevin Comeau und dem Sänger/Schlagzeuger Cody Bowles gegründet, nachdem sich beide bei einer Jamsession in der Scheune eines gemeinsamen Freundes kennen lernten. Comeau studierte klassische Musik an der University of Western Ontario in London, während Bowles Psychologie an der York University in Toronto studierte. Bowles Vorfahren gehören zum Volk der Mi’kmaq und er bezeichnet sich selbst als Two-Spirit, eine ins Englische übersetzte Neubedeutung des Dritten Geschlechtes. Der Bandname bezieht sich auf das Kronland, die kanadischen Bezeichnung für Landflächen, die sich nicht in Privatbesitz befinden. Diese Flächen sind dem Staat unterstellt und gehören damit formell der Krone, vertreten durch den jeweiligen Monarchen von Kanada. Die Musiker bezeichnen diese Gebiete als „gestohlenes Land“ und fordern es zurück.
In den Jahren 2016 und 2017 veröffentlichte die Band im Selbstverlag die EPs Mantra und Rise over Run. Im Jahre 2018 traten Crown Lands im Vorprogramm von Jack White bei dessen Konzerten in Kanada auf. Im Frühjahr 2019 spielte die Band im Vorprogramm der Rival Sons und traten im Sommer des gleichen Jahres beim Festival Louder Than Life auf. Nachdem die Band von Universal Music Canada unter Vertrag genommen worden war, nahmen Crown Lands in Nashville mit dem Produzenten Dave Cobb ihr Debütalbum Crown Lands auf, das am 13. August 2020 erschien. Bereits zwei Monate zuvor war mit Wayward Flyers, Vol. 1 eine akustische EP veröffentlicht worden. Bei den Juno Awards 2021 wurden Crown Lands in der Kategorie Breakthrough Group of the Year ausgezeichnet. Ihr Debütalbum wurde in der Kategorie Rock Album of the Year nominiert, der Preis ging jedoch an JJ Wilde. Am 16. September 2021 erschien die von David Bottrill produzierte EP White Buffalo.

## Stil
Die Musik von Crown Lands wird in der Regel als Progressive Rock und Bluesrock bezeichnet. Für Cody Bowles und Kevin Comeau ist die Band Rush der musikalische Haupteinfluss. Weitere Einflüsse sind Bands wie Yes, Genesis oder Led Zeppelin. Die beiden Musiker beschreiben ihre Musik, als wenn die White Stripes Rush covern würden. Cody Bowles’ Stimme wird mit Robert Plant bzw. Geddy Lee verglichen.
Die Texte handeln vom Leben der indigenen Völker in Kanada. End of the Road handelt vom Highway of Tears, an dem seit 1970 zahlreiche indigene Frauen spurlos verschwanden. Das Lied White Buffalo handelt vom Wohlstand und der Stärke der indigenen Kultur. Mountain beschäftigt sich mit den Residential Schools. Dies sind Internate, in denen die Kinder der indigenen Völker von ihren Eltern und der Kultur ferngehalten werden sollten.

## Diskografie

### Alben
| Jahr | Titel Musiklabel                  | Höchstplatzierung, Gesamtwochen, AuszeichnungChartsChartplatzierungen (Jahr, Titel, Musiklabel, Platzierungen, Wochen, Auszeichnungen, Anmerkungen) | Anmerkungen                           |
| Jahr | Titel Musiklabel                  | CA | Anmerkungen                           |
| ---- | --------------------------------- | --- | ------------------------------------- |
| 2020 | Crown Lands Universal Music Group | — | Erstveröffentlichung: 13. August 2020 |
| 2023 | Fearless Universal Music Group    | CA17 (… Wo.)CA | Erstveröffentlichung: 31. März 2023   |

| Jahr | Titel Musiklabel                             | Anmerkungen                              |
| ---- | -------------------------------------------- | ---------------------------------------- |
| 2016 | Mantra Selbstverlag                          | Erstveröffentlichung: 18. August 2016    |
| 2017 | Rise over Run Selbstverlag                   | Erstveröffentlichung: 8. September 2017  |
| 2020 | Wayward Flyers, Vol. 1 Universal Music Group | Erstveröffentlichung: 11. Juni 2020      |
| 2021 | White Buffalo Spinefarm Records              | Erstveröffentlichung: 16. September 2021 |

## Auszeichnungen
Juno Awards
| Jahr | Kategorie                      | für         | Resultat  |
| ---- | ------------------------------ | ----------- | --------- |
| 2021 | Breakthrough Group of the Year | Crown Lands | Gewonnen  |
| 2021 | Rock Album of the Year         | Crown Lands | Nominiert |